# 1805年の音楽
1805年の音楽（1805ねんのおんがく）では、1805年（文化2年）の音楽分野の動向についてまとめる。

## 出来事
- 4月7日 - オーストリア・ウィーンのアン・デア・ウィーン劇場にてベートーヴェンの交響曲第3番「英雄」初演。

## 誕生
- 11月14日 - ファニー・メンデルスゾーン

## 死去
- 5月28日 - ルイジ・ボッケリーニ